# Idles
Idles — британская рок-группа, образованная в Бристоле в 2009 году. В состав группы входят Адам Девоншир (бас-гитара), Джо Тэлбот (вокал), Марк Боуэн (гитара), Ли Кирнан (гитара) и Джон Бивис (ударные).
Потратив восемь лет на оттачивание своих живых выступлений, группа выпустила свой дебютный альбом Brutalism в 2017 году, получив признание критиков. Их второй альбом Joy as an Act of Resistance (2018) значительно увеличил их известность, а в 2020 году последовал альбом Ultra Mono, впервые достигший вершины хит-парада UK Albums Chart. Группа выпустила свой четвертый альбом Crawler в 2021 году. Tangk, их пятый студийный альбом, был выпущен в 2024 году и стал вторым альбомом группы, достигшим первого места в Великобритании.

## Характеристики
Стиль
Музыку Idles описывали как постпанк панк-рок постхардкор хардкор-панк и арт-рок. Тэлбот отверг ярлык панка; в 2017 году он сказал: «Мы не постпанк группа. Думаю, у нас есть этот моторный, похожий на двигатель драйв в ритм-секции, как у некоторых постпанк групп, но у нас есть много песен, которые совсем на это не похожи».

## Дискография
Смотри статью «Дискография Idles» в англ. разделе.
- Brutalism (2017)
- Joy as an Act of Resistance (2018)
- Ultra Mono (2020)
- Crawler (2021)
- Tangk (2024)